# Gallertkäppchen
Die Gallertkäppchen (Leotia) sind eine Gattung der Echten Schlauchpilze aus der Ordnung der Helotiales mit 5 Arten in Mitteleuropa und 53 Arten weltweit.

## Merkmale
Die Gallertkäppchen sind charakterisiert durch ihre lebhaften Farben und vor allem durch die gelatinöse Konsistenz ihres Fleisches. Sie sind deutlich in Kopf und Stiel untergliedert. Das Hymenium überzieht als feine Schicht das Köpfchen. Sie besitzen sichelförmige septierte Sporen, was sie mit anderen gelatinösen Gattungen wie den Gallertbechern (Ascocoryne) gemeinsam haben. Manche Autoren stellen deshalb die Gallertkäppchen zu den Helotiaceae. Die Gallertkäppchen sind auch eng mit den Stielzungen (Microglossum) verwandt, die ebenfalls Köpfchen ausbilden.

## Systematik
Die verschiedenen Arten wurden bisher traditionell durch makroskopische und mikroskopische Merkmale, besonders durch die Farbe der Köpfchen eingeteilt. Eine phylogenetische Studie legt jedoch nahe, dass die Farbe kaum Rückschlüsse auf den Verwandtschaftsgrad erlaubt.

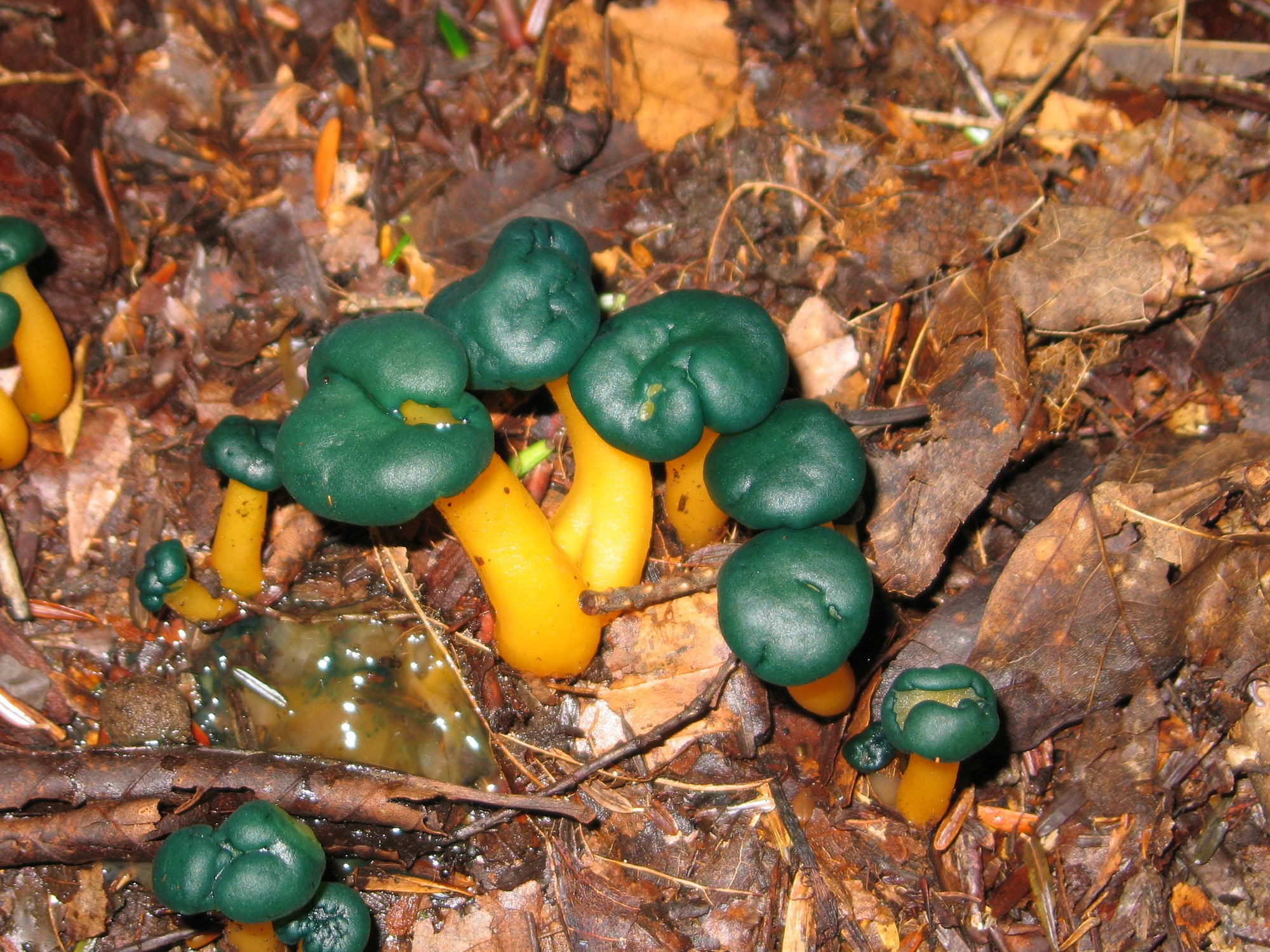
Leotia viscosa

## Arten (Auswahl)
- Leotia affinis
- Leotia albiceps
- Leotia amara
- Leotia ambigua
- Leotia aquatica
- Leotia atra
- Leotia atrocyanea
- Leotia atropurpurea
- Leotia aurantipes
- Leotia batailleana
- Leotia brunneola
- Leotia bulliardii
- Leotia castanea
- Leotia chlorocephala
- Leotia clavus
- Leotia conica
- Leotia cyanescens
- Leotia elegans
- Leotia elegantula
- Leotia exigua
- Leotia geoglossoides
- Leotia gracilis
- Leotia gyromitraeformis
- Leotia helvelloides
- Leotia himalayensis
- Leotia infundibuliformis
- Leotia japonica
- Leotia kunmingensis
- Leotia laricina
- Leotia leotia
- Grüngelbes Gallertkäppchen (Leotia lubrica)
- Leotia ludwigii
- Leotia marcida
- Leotia mitrula
- Leotia nana
- Leotia nigra
- Leotia ochroleuca
- Leotia odorata
- Leotia persoonii
- Leotia platypoda
- Leotia portentosa
- Leotia punctipes
- Leotia pusilla
- Leotia queletii
- Leotia rufa
- Leotia rutilans
- Leotia stipitata
- Leotia tricolor
- Leotia tuberculata
- Leotia uliginosa
- Leotia unctuosa
- Leotia viridis
- Leotia viscosa

## Belege
- Ewald Gerhardt: Pilze. BLV Buchverlag, München 2006, ISBN 978-3-8354-0053-5